# 風俗店
风俗店之稱源自日本，指风月场所，是民间俗文化的代表之地。歌舞伎町的风俗店与之相比少了歌舞伎表演的成分，而更加凸显民间通俗的意义，即妓院，而妓女则称为“风俗孃”。

## 種類
日本《風俗營業法》第2條第5項規定之「性風俗關聯特殊營業」種類如下：

### 店鋪型性風俗特殊營業
1號營業
- 泡泡浴

2號營業
- 性感按摩
- 不穿內褲
- SM俱樂部
- 男男性交易场所

3號營業
- 脫衣舞
- 自慰俱樂部

4號營業
- 情侶酒店

5號營業
- 成人用品店

6號營業
- 其他依法律規定的種類